# Jen Wang
Jen Wang (Alameda, 22 de marzo de 1984) es una historietista, guionista e ilustradora estadounidense.

## Biografía
Wang nació en el condado de Alameda en 1984, en el seno de una familia de inmigrantes taiwaneses, y pasó su infancia en el área de la Bahía de San Francisco, California. En un primer momento se matriculó en la Universidad Estatal de San Francisco para estudiar cine, pero terminó graduándose en sociología. Actualmente reside en Los Ángeles.
En 2014 fue cofundadora de Comic Arts Los Angeles, una convención dedicada a autores independientes.

## Trayectoria
Interesada desde joven por la ilustración, se animó a convertirse en historietista a raíz de la buena acogida de su primer webcómic Strings of Fate. En 2010 publicó su primera obra profesional, Koko quiere ser buena. También hizo varias ilustraciones para prensa y otras series, entre ellas Leñadoras y el cómic oficial de Adventure Time.
Su primer éxito editorial llegó en 2014 con En la vida real, una novela gráfica con guion de Cory Doctorow y protagonizada por una adolescente inmersa en un videojuego multijugador en línea. La obra fue premiada con el Premio Cybils a la mejor historieta juvenil. Un año después Wang escribió el cómic Adventure Time with Fionna and Cake: Card Wars, ilustrado por Britt Wilson.
En 2018 publicó El príncipe y la modista, un cuento de hadas romántico en el que una modista ayuda al príncipe de la corte a llevar una doble vida. Esta obra fue aclamada por la crítica por su tratamiento de la identidad de género. Con el paso del tiempo se ha convertido en su mayor éxito; en 2018 recibió el Premio Harvey por la «mejor obra infantil y juvenil», y en 2019 se llevó dos Premios Eisner a «mejor guionista e ilustradora» y a la «mejor obra para adolescentes», así como el Premio Juvenil del Festival Internacional de Angulema.
Posteriormente ha publicado Destellos (2020), basado en la propia infancia de Wang y centrada en la amistad entre dos niñas de origen asiático, y Ash's Cabin (2024), una historia de supervivencia protagonizada por una persona no binaria.

## Obra
- Koko quiere ser buena (First Second, 2010; publicado en español por Sapristi, 2023)
- En la vida real (First Second, 2014; publicado en español por Sapristi, 2015)
- El príncipe y la modista (First Second, 2018; publicado en español por Sapristi, 2018)
- Destellos (First Second, 2020; publicado en español por Sapristi, 2020)
- Ash's Cabin (First Second, 2024)